# L'Anarchie chez Guignol
L'Anarchie chez Guignol fue un cortometraje cómico mudo de 1906 dirigido por Georges Méliès.

## Trama
Un grupo de niños está viendo un espectáculo de marionetas en una caseta al aire libre (identificada como "Guignol" en la versión francesa y "Punch y Judy" en la inglesa). Los títeres están participando en una farsa, luchando con palos, cuando en su emoción saltan del escenario de títeres y se convierten en personas en miniatura que luchan en el suelo. El titiritero, que sale corriendo de la caseta, trata frenéticamente de llevar a los títeres de regreso al escenario, pero crecen hasta alcanzar el tamaño humano y lo enredan en su pelea. Los títeres finalmente escapan para siempre, y los niños encantados se precipitan sobre el titiritero y lo entierran en una lluvia de confeti.

## Lanzamiento
La película fue estrenada por la  Star Film Company de Méliès y recibe la numeración 871–873 en sus catálogos. La película completa se presume que esta actualmente perdida, aunque un breve fragmento se reubicó a tiempo para un lanzamiento en DVD en 2008.